# キフィソウ通りバスターミナル
キフィソウ通りバスターミナル（ギリシア語: Σταθμός Υπέρ Λεωφόρου Κηφισού, 英語: Kifissos Avenue Bus Terminal）は、ギリシャのアテネにある長距離バスターミナル。アテネ市街地の西端にあり、キフィソウ通り（高速道路A1）を挟んでペリステリ市（Περιστέρι）に接する場所にある。アテネバスターミナルA（Bus Terminal A）と表記されることもある。
アテネには2箇所の長距離バスターミナルがあり、キフィソウ通りバスターミナルが最大である。もうひとつのバスターミナルはリオシオン＝バスターミナルである。

## 路線
ペロポネソス半島方面への長距離バスだけでなく、ギリシャ各地への長距離バスが当バスターミナルより運行されている。主な行き先と所要時間は次の通り。
ペロポネソス半島方面
- コリントス （所要時間 1時間10分）
- ミケーネ、アルゴス、ナフプリオ （2時間30分）
- トリポリ （2時間15分）
- スパルタ （4時間）
- カラマタ （3時間30分）
- パトラ （3時間）
- ピルゴス （5時間）

バルカン半島西部 イオニア海沿岸方面
- フロリナ （8時間30分）
- イオアニナ （7時間）
- イグメニツァ （7時間30分）
- ケルキラ （9時間）

テッサリア方面
- テッサロニキ （6時間30分）
- アレクサンドルーポリ （11時間）

## アクセス
- バス 051系統 ： オモニア広場発 メタクスルギオ広場経由 キフィソウ通りバスターミナル行き[2]
- 急行バス X93系統 ： アテネ国際空港発 リオシオン＝バスターミナル経由 キフィソウ通りバスターミナル行き[3]
- アテネ地下鉄 3号線 エレオナス駅（Ελαιώνας）から北へ徒歩1.5km
- アテネ地下鉄 2号線 アギオス・アントニオス駅（Άγιος Αντώνιος）から南へ徒歩1.3km